# سیارک ۱۳۴۲۴
سیارک ۱۳۴۲۴ (به انگلیسی: 13424 Margalida، نامگذاری:1999VD24) سیزده هزار و چهارصد و بیست و چهارمین سیارک کشف شده‌است که در ۸ نوامبر ۱۹۹۹ کشف شد.
قدر مطلق سیارک برابر ۱۴٫۱۰ است.